# Parryodes
Parryodes es un género de plantas fanerógamas de la familia Brassicaceae. Comprende una especie, Parryodes axilliflora.
- Datos: Q9056106
- Especies: Parryodes